# Nick Faldo

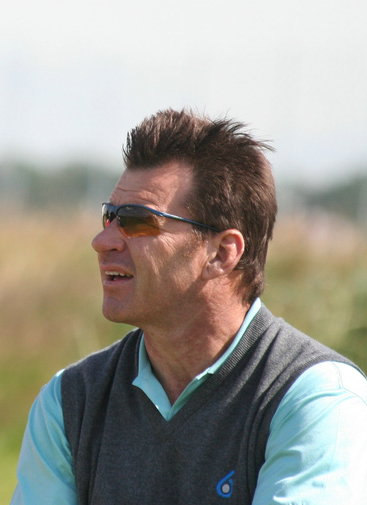
Nicholas Alexander "Nick" Faldo

Nicholas Alexander "Nick" Faldo, född 18 juli 1957 i Welwyn Garden City, Hertfordshire, är en brittisk (engelsk) golfspelare på PGA European Tour. Han betraktas som en av de bästa europeiska spelarna genom tiderna.
Faldo blev professionell 1976 och har vunnit sex majors; The Open Championship tre gånger och The Masters Tournament tre gånger. 1977 blev han den yngste spelaren som ställt upp i Ryder Cup där han har representerat Europa elva gånger, vilket är mer än någon annan spelare. Han har vunnit 23 av sina matcher, förlorat 19 och delat 4. Han har rekordet över de spelare som har spelat flest Ryder Cup-matcher.
Faldo blev utnämnd till PGA-tourens Player of the Year 1990 och European Tour Player of the Year 1989, 1990 och 1992. Han blev Order of Merit-vinnare på PGA European Tour 1983 och 1992 och han har vunnit 30 European Tour-titlar. Hans intjänade pengar på European tour var i juni 2004 7.783.939 euro vilket är det trettonde högsta i historien.
1996 startade han Faldo Series för att uppmuntra yngre spelare att få erfarenheter av tävlingar på toppnivå.
Han blev belönad med Brittiska Imperieorden (MBE) 1998.
Faldo var 1999 Storbritanniens rikaste idrottsman och blev vald till BBC Sports Personality of the Year 1989. Han har blivit utsedd till Europas Ryder Cup-kapten 2008.
Han har fyra barn: Natalie, Matthew, Georgia och Emma Scarlet.

## Meriter

### Majorsegrar
- 1987 The Open Championship
- 1989 The Masters Tournament
- 1990 The Masters Tournament, The Open Championship
- 1992 The Open Championship
- 1996 The Masters Tournament

### Segrar på PGA-touren
- 1984 Sea Pines Heritage
- 1995 Doral-Ryder Open
- 1997 Nissan Open

### Segrar på Europatouren
- 1977 Skol Lager Individual
- 1978 Colgate PGA Championship
- 1980 Sun Alliance PGA Championship
- 1981 Sun Alliance PGA Championship
- 1982 Haig Whisky TPC
- 1983 Paco Rabanne Open de France, Martini International, Car Care Plan International, Lawrence Batley International, Ebel Swiss Open-European Masters
- 1984 Car Care Plan International
- 1987 Peugeot Spanish Open
- 1988 Peugeot Open de France, Volvo Masters
- 1989 Volvo PGA Championship, Dunhill British Masters, Peugeot Open de France
- 1991 Carroll's Irish Open
- 1992 Carroll's Irish Open, Scandinavian Masters, GA European Open,
- 1993 Johnnie Walker Classic, Carroll's Irish Open
- 1994 Alfred Dunhill Open

### Övriga segrar
- 1979 ICL International
- 1989 Suntory World Match Play Championship
- 1990 Johnnie Walker Classic
- 1992 Toyota World Match Play Championship, Johnnie Walker World Championship of Golf
- 1994 Nedbank Million Dollar Challenge
- 1998 World Cup of Golf